# BKK Airbus
Die BKK Airbus war eine Betriebskrankenkasse mit Sitz in Hamburg. Sie war eine betriebsbezogene Betriebskrankenkasse, der nur Mitarbeiter der Airbus-Werke beitreten konnten. Sie hatte zuletzt neun Geschäftsstellen, u. a. in Hamburg, Stade, Bremen und Dresden.

## Geschichte
Die BKK Airbus wurde im Jahr 1933 als Betriebskrankenkasse der Frerichswerft gegründet. Hieraus wurde, entsprechend der Entwicklung der Frerichswerft, zunächst die Betriebskrankenkasse Weser Flugzeugbau, dann die Betriebskrankenkasse Messerschmitt-Bölkow-Blohm.
Die BKK Dasa Airbus entstand in ihrer letzten Form am 1. Januar 1995, als sich die Krankenkassen Betriebskrankenkasse Deutsche Aerospace Airbus Bremen und Betriebskrankenkasse Deutsche Aerospace Airbus Hamburg zusammenschlossen. Zum 31. Dezember 1995 nahm die Krankenkasse noch die BKK Systemtechnik (die aus dem ehemaligen Telefunken-Konzern hervorging) auf. Zum 1. Juli 2003 benannte sich die Krankenkasse in BKK Airbus um.
Im Jahr 2004 hatte die Betriebskrankenkasse 45.000 Mitglieder. Aufgrund wirtschaftlicher Schwierigkeiten suchte die Krankenkasse einen Fusionspartner und fand ihn schließlich in der Techniker Krankenkasse. Da nach damaligem Recht eine Fusion einer Betriebskrankenkasse mit einer Ersatzkasse nicht möglich war, beantragte die BKK Airbus die Schließung beim Bundesversicherungsamt, welche dem Antrag stattgab und die Schließung zum 30. September 2004 anordnete.